# Electra Woman and Dyna Girl
Electra Woman and Dyna Girl est une série télévisée américaine en seize épisodes de 15 minutes créée par Joe Ruby et Ken Spears et diffusée entre le 11 septembre 1976 et le 25 décembre 1976 sur le réseau ABC dans le cadre de l'émission The Krofft Supershow.
Elle est inédite dans les pays francophones.

## Synopsis
Lori et Judy sont deux femmes reporters travaillant pour le Journal Newsmaker Magazine. Lorsque des super criminels sont en passe de faire des siennes, elles se transforment en super héroïnes, Electra Woman et son acolyte Dyna Girl. Elles sont aidées dans leur tâche par le professeur Frank Heflin, un scientifique qui élabore aussi tous leurs gadgets. Elles conduisent un véhicule, l'Electra Car qui sert aussi à l'occasion de jet lorsqu'elles doivent voyager sur de longues distances. Leurs principaux pouvoirs sont issues d'un bracelet doté de diverses armes dont des lasers et rayons paralysants.

## Fiche technique
- Création : Joe Ruby et Ken Spears
- Supervision de l'écriture : Duane Poole et Dick Robbins
- Réalisation : Walter C. Miller, Jack Regas et Chuck Liotta
- Écriture : Joe Ruby, Ken Spears, Duane Poole, Dick Robbins, Greg Strangis, Gerry Day et Bethel Leslie
- Montage : Harvey Berger
- Effets spéciaux : Ken Speed
- Musique : Kim Richards
- Producteur : Walter C. Miller
- Producteurs exécutifs : Sid et Marty Krofft
- Compagnies de production : Sid & Marty Krofft Television Productions / ABC
- Compagnies de distribution : Gold Key Entertainment et Sid & Marty Krofft Pictures
- Pays d'origine :  États-Unis
- Durée : 16 × 15 minutes (publicité incluse)
- Langue : Anglais Mono
- Image : Couleurs
- Ratio : 1.33:1 plein écran
- Format : Vidéo

## Distribution

### Acteurs principaux
- Deidre Hall : Lori / Electra Woman
- Judy Strangis (en) : Judy / Dyna Girl
- Norman Alden : Professeur Frank Heflin
- Marvin Miller (en) : le narrateur

### Invités
- Michael Constantine : Le Sorcier
- Susan Lanier : Miss Dazzle
- John Mark Robinson : Glitter Rock
- Jeff David : Side Man
- Claudette Nevins : L'Impératrice du Mal
- Jacquelyn Hyde : Lucrecia
- Malachi Throne : Ali Baba
- Sid Haig : Le Génie
- Peter Mark Richman : Le Pharaon
- Jane Elliot : Princesse Cléopâtre
- Tiffany Bolling : Spider Lady

## Liste des épisodes
1. Le Truc du Sorcier : première partie (The Sorcerer's Golden Trick, part one)
2. Le Truc du Sorcier : deuxième partie (The Sorcerer's Golden Trick, part two)
3. Le Rock qui décoiffe : première partie (Glitter Rock, part one)
4. Le Rock qui décoiffe : deuxième partie (Glitter Rock, part two)
5. L'Impératrice du Mal : première partie (Empress of Evil, part one)
6. L'Impératrice du Mal : deuxième partie (Empress of Evil, part two)
7. Ali Baba : première partie (Ali Baba, part one)
8. Ali Baba : deuxième partie (Ali Baba, part two)
9. Le Retour du Sorcier : première partie (Return of the Sorcerer, part one)
10. Le Retour du Sorcier : deuxième partie (Return of the Sorcerer, part two)
11. Le Pharaon : première partie (The Pharaoh, part one)
12. Le Pharaon : deuxième partie (The Pharaoh, part two)
13. Spider Lady : première partie (The Spider Lady, part one)
14. Spider Lady : deuxième partie (The Spider Lady, part two)
15. Le Retour du Pharaon : première partie (Return of the Pharaoh, part one)
16. Le Retour du Pharaon : deuxième partie (Return of the Pharaoh, part two)

## Influences de la série
La série s'inspire directement de Batman à la fois dans le cadrage des plans mais aussi l'univers coloré ainsi que le jeu de lumières. Les vilains sont parodiques et les situations enfantines. Les explications des origines des personnages ne sont pas révélées. Comme Batman, les histoires sont découpées en deux parties avec un cliffhanger à la fin du premier épisode. Mais les similarités ne s'arrêtent pas là, le manoir où vivent les deux héroïnes ressemble beaucoup à celui des Wayne. Elles ont aussi une base secrète sous l'édifice et travaillent souvent avec leur ordinateur, le Crimescope, copie à peine dévoilée du Bat Computer des années 1960. S'adressant à un public exclusivement enfantin, pas de violence, ni de coups de poing, ici les rayons remplacent les coups de feu.

## Diffusion
La série fut diffusée dans le cadre de l'émission The Krofft Supershow durant la saison 1976/1977 avec d'autres séries (6 au total) de même durée (15 minutes environ par épisode) pour un total de 90 minutes de diffusion, publicité incluse.

## DVD
L'intégrale de la série est sortie en DVD chez l'éditeur australien Beyond Home Entertainment dans des copies entièrement restaurées mais avec un montage raccourci en version originale non-sous-titrée et sans suppléments.